# Robert T. Craig
Robert T. Craig   (Rochester, 10 de maig de 1947) és un teòric de la comunicació de la Universitat de Colorado, Boulder que va rebre la seva llicenciatura en Parla a la Universitat de Wisconsin-Madison, i el seu màster i doctorat en comunicació de la Universitat Estatal de Michigan. Craig va formar part de la junta fundadora el 1988 de la revista "Research on Language and Social Interaction", càrrec que continua exercint. De 1991 a 1993 Craig va ser l'editor fundador de la revista de l'Associació Internacional de Comunicació "Communication Theory", que ha estat en publicació contínua des de 1991. Actualment és l'editor de la sèrie Handbook de l'ICA. El 2009 Craig va ser elegit lifetime fellow per a l'Associació Internacional de Comunicació, una organització per la qual va ser president entre 2004 i 2005.
El treball de Craig "Communication Theory as a Field"va rebre el premi al millor article de la International Communication Association així com el Golden Anniversary Monograph Award de la National Communication Association. Des d'aleshores, aquesta obra ha estat traduïda al francès i al rus. La teoria presentada a "Communication Theory as a Field" s'ha convertit en la base del llibre "Theorizing Communication" que Craig va coeditar amb Heidi Muller, a més de ser adoptada per diversos altres llibres de text de teoria de la comunicació com a nou marc per a entendre el camp de la teoria de la comunicació.

## Teoria pràctica fonamentada
El 1995 Robert T. Craig i Karen Tracy van publicar "Grounded Practical Theory: The case of Intellectual Discussion"! Aquest va ser un intent de Craig i Tracy de crear un model metodològic utilitzant l'anàlisi del discurs que "guiés el desenvolupament i l'avaluació de teories normatives." Craig i Tracy argumenten que la disciplina de la comunicació ha estat dominada per la teoria científica que s'ocupa del que és, mentre que les teories normatives es preocupen centralment del que hauria de ser. Aquesta negligència de les teories normatives "limita la utilitat pràctica dels estudis de comunicació".
La teoria pràctica fonamentada (GPT) és un enfocament metateòric basat en la noció de Craig (1989) de la comunicació com una disciplina pràctica, més que científica. L'objectiu de la comunicació com a disciplina pràctica és desenvolupar teories normatives per guiar la pràctica. A partir d'aquest argument, el GPT es va desenvolupar com un mitjà basat metodològicament per teoritzar les pràctiques de comunicació. El GPT implica (1) reconstruir les pràctiques comunicatives, (2) redescriure aquestes pràctiques en termes menys específics del context i (3) identificar els principis implícits que guien la pràctica. Generalment, un estudi GPT comença buscant problemes o dilemes endèmics de la interacció situada i observables en el discurs. Això constitueix el "nivell de problema" i el component "fonamentat" de l'enfocament GPT. A continuació, els problemes es reconstrueixen de manera concreta i abstracta i es combinen amb les tècniques que els participants utilitzen per tractar aquests problemes. Això constitueix el “nivell tècnic” i és una part important del procés de teorització. Finalment, els ideals i estàndards que configuren la pràctica i com gestionar els seus problemes i tècniques constitueixen el "nivell filosòfic". Això situa la pràctica tant a nivell local com general amb el propòsit de la crítica normativa. Un enfocament metodològic que està guiat explícitament per GPT és l'anàlisi del discurs implicatiu de l'acció (AIDA).

## La teoria de la comunicació com a camp
El 1999 Craig va escriure un article històric "La teoria de la comunicació com a camp" que va ampliar la conversa sobre la identitat disciplinària en l'àmbit de la comunicació. En aquell moment, els llibres de text de teoria de la comunicació tenien poc o cap acord sobre com presentar el camp o quines teories incloure en els seus llibres de text. Des d'aleshores, aquest article s'ha convertit en el marc fonamental de quatre llibres de text diferents per introduir el camp de la comunicació. En aquest article, Craig "proposa una visió per a la teoria de la comunicació que fa un gran pas cap a unificar aquest camp bastant dispar i abordar les seves complexitats". Per avançar cap a aquesta visió unificadora, Craig es va centrar en la teoria de la comunicació com a disciplina pràctica i mostra com " diverses tradicions de la teoria de la comunicació poden estar involucrades en diàleg sobre la pràctica de la comunicació." En aquest procés deliberatiu, els teòrics dialogarien sobre les "implicacions pràctiques de les teories de la comunicació". Al final Craig proposa. set tradicions diferents de la Teoria de la Comunicació i descriu com cadascun d'ells implicaria el diàleg amb els altres.
Craig proposa que aquestes set tradicions suggerides de la teoria de la comunicació han sorgit a través de la investigació sobre la comunicació, i cadascuna té la seva pròpia manera d'entendre la comunicació.Aquestes set tradicions són:
1. Retòrica: veu la comunicació com l'art pràctic del discurs.[21]
2. Semiòtica: considera la comunicació com la mediació mitjançant signes.[21]
3. Fenomenològic: la comunicació és l'experiència del diàleg amb els altres.[21]
4. Cibernètica: la comunicació és el flux d'informació.[21]
5. Sociopsicològic: la comunicació és la interacció dels individus.[21]
6. Sociocultural: la comunicació és la producció i reproducció de l'ordre social.[21]
7. Crític: la comunicació és el procés en el qual es poden desafiar tots els supòsits.[21]

Aquestes set tradicions proposades de la teoria de la comunicació després es posen en conversa entre elles en una taula primer per mostrar com la interpretació diferent de la comunicació de cada tradició defineix el vocabulari, els problemes de comunicació i els llocs comuns de la tradició i, a continuació, per mostrar què és. semblaria l'argumentació entre les tradicions.
Craig va concloure aquest article amb una invitació oberta a explorar com les diferències d'aquestes teories podrien il·luminar qüestions clau, mostrar on es podrien crear noves tradicions i relacionar la teoria de la comunicació amb els problemes de comunicació a través del metadiscurs. Craig també proposa diverses tradicions futures que possiblement podrien encaixar en el metamodel. Una tradició feminista on la comunicació es teoritza com a "connexió amb els altres", una tradició estètica que teoritza la comunicació com a "actuació encarnada", una tradició econòmica que teoritza la comunicació com a "intercanvi" i una tradició espiritual que teoritza la comunicació en un "pla d'existència no material o místic". ."

## Publicacions

### Llibres i capítols
| Any  | Autor                       | Títol del Capítol                                                                                         | Títol del Llibre                                   | Número de Pàgines | Editor                         | Editorial                          | ISBN                   |
| ---- | --------------------------- | --- | -------------------------------------------------- | ----------------- | ------------------------------ | ---------------------------------- | ---------------------- |
| 2010 | Tracy, K.; Craig, R. T.     | Studying Interaction in order to Cultivate Communicative Practices: Action-Implicative Discourse Analysis | New Adventures in Language and Interaction         | 145-166           | Streech, J.                    | John Benjamins Publishing Company  | ISBN 978-90-272-5600-3 |
| 2010 | Tracy, K.; Craig, R. T      | Framing Discourse as Argument in Appellate Courtrooms: Three Cases on Same-Sex Marriage                   | The Functions of Argument and Social Context, 2009 | 46-53             | Gouran D. S.                   | National Communication Association |                        |
| 2009 | Craig, R. T.                | Metatheory                                                                                                | Encyclopedia of Communication Theory, Vol. 2       | 657-661           | Littlejohn, S. W.; Foss, K. A. | SAGE Publications                  | ISBN 978-1-4129-5937-7 |
| 2009 | Craig, R. T.; Robles, J. S. | Pragmatics                                                                                                | Encyclopedia of Communication Theory, Vol. 2       | 790-794           | Littlejohn, S. W.; Foss, K. A. | SAGE Publications                  | ISBN 978-1-4129-5937-7 |